# Ivan Bodjul
Ivan Ivanovič Bodjul (rusky Ива́н Ива́нович Бо́дюл, Iván Ivánovič Bódjul, 3. ledna 1918 Oleksandrivka – 27. ledna 2013 Moskva) byl sovětský a moldavský politik, významný představitel Moldavské SSR, zejména v Brežněvově éře. Byl devatenáct let (1961-1980) nejvyšším představitelem, neboli prvním tajemníkem ústředního výboru, Komunistické strany Moldavska.
Zasloužil se především o kontroverzní rozhodnutí o změně hymny Moldavské sovětské socialistické republiky v roce 1980. Byla to dle hudební soutěže z roku 1950 nejlepší hymna sovětských republik.
Narodil se na Ukrajině a jeho znalost rumunštiny byla po celý život slabá. V roce 1937 absolvoval na Vysoké škole zemědělské ve Voznesensku, v letech 1938-1942 studoval na Akademie veterinárního lékařství v Moskvě. Poté pracoval jako agronom. Po druhé světové válce byl vyslán vykonávat stranickou činnost do Moldavské SSR. V 50. letech působil ve funkcích souvisejících se zemědělstvím. V roce 1956 odešel do Moskvy, kde vystudoval na Vyšší stranické škole při ÚV KSSS (1956-1958) a poté působil jako instruktor ÚV KSSS (1958-1959). Po návratu do Moldavska v dubnu 1959 začala jeho strmá politická kariéra. Ihned získal druhý nejvýznamnější post v moldavské komunistické straně a za dva roky již stál v jejím čele. V letech 1980-1985 byl místopředsedou Rady ministrů SSSR. Členem ÚV KSSS byl nepřetržitě v letech 1961-1986. V květnu 1985 odešel do penze a usadil se v Moskvě. Vzhledem k významnému postavení komunistů v postsovětském Moldavsku byl ještě v roce 2003 vyznamenán nejvyšším vyznamenáním Moldavské republiky, Řádem republiky. Vyznamenání mu udělil komunistický prezident Vladimir Voronin.